# Translatewiki.net
translatewiki.net és una plataforma web de traducció, que usa l'extensió Translate de MediaWiki, la qual cosa converteix a MediaWiki en una poderosa eina per traduir qualsevol tipus de text.
Actualment és de les 200 wikis més grans del món per nombre de pàgines, comptant amb uns 5.000 traductors per gairebé 90.000 cadenes de text de més de 20 projectes. Com per exemple MediaWiki, OpenStreetMap, Mifos, Encyclopedia of Life, MantisBT, etc.

## Característiques
La principal característica de translatewiki.net i del seu motor, l'extensió Translate, és que són un wiki. Facilitant així la contribució de qualsevol usuari de la web, amb poques o cap barrera d'entrada. El seu objectiu és buscar traduccions de qualitat, per tant els traductors se centren en el que millor saben fer, traduir, alliberant-los de totes les altres tasques.
Les traduccions estan disponibles immediatament per al traductor i es sincronitzen sense problemes amb els repositoris de programari o amb les pàgines wiki traduïbles, sense la intervenció del traductor. Translatewiki.net també és un exemple de Semantic MediaWiki.
L'editor de traducció incorporat ofereix diverses característiques per ajudar la traducció, com ara:
- Documentació de missatge, també conegut com a "context".
- Suggeriments de la memòria de traducció i la traducció automàtica.
- Revisar traduccions amb errors de sintaxi comuns.
- Estat de la traducció dels missatges.[7]

## Història
Translatewiki.net va ser implementat per Niklas Laxström com a plataforma de localització per a tots els idiomes de la MediaWiki cap al juliol de 2006, quan va ser anomenat Betawiki.
A més pensat per a traduccions, es va desenvolupar amb les característiques d'una plataforma de proves i desenvolupament per MediaWiki (Nukawiki en 2005), i per millorar les característiques d'internacionalització i localització del programari.
A finals del 2007 Siebrand Mazeland es va incorporar com administració de la pàgina web, que es va traslladar al domini actual, translatewiki.net.
A l'abril de 2008, ja suportava més de 100 idiomes per a MediaWiki i 200 de les seves extensions, per la qual cosa és un dels projectes de programari més traduïts fins ara, com el videojoc FreeCol. Des de llavors, essent un projecte de voluntariat i independent,
s'ha reconegut com un actor important del'èxit global de la MediaWiki i dels projectes que impulsa de Wikimedia en més de 280 idiomes.
El 2009 va ser millorat gràcies a un projecte Google Summer of Code de Niklas Laxström.
El 2011 es van introduir funcions de correcció de proves El 2012, es va estendre a tots els projectes de la Wikimedia el seu motor de memòria de traducció usant el Translate.
El 2013, la plataforma Translate va experimentar una important reforma mitjançant el projecte "Translate User eXperience", també conegut com a "TUX". Incloent canvis a la navegació, a l'aspecte de l'editor, a l'àrea de traducció, en els filtres, la cerca, el color i l'estil.

## Formats compatibles
Alguns dels formats que suporta nativament es llisten a continuació. Es poden agregar altres formats mitjançant personalitzacions.
- Interfície i pàgines de MediaWiki
- GNU Gettext
- Arxiu .properties de Java
- Arxiu INI
- Definició de tipus de document (Dtd)
- Arxius PHP
- Javascript
- Json
- YAML
- XLIFF (parcialment, versió beta)

## Principals usos
Els principals programes traduïts són:
- MediaWiki
- Wikipedia:Toolserver
- Wikia
- OpenStreetMap
- Wikimedia Mobile Apps
- pywikipedia
- Commons iOS Mobile
- FreeCol